# Столярство

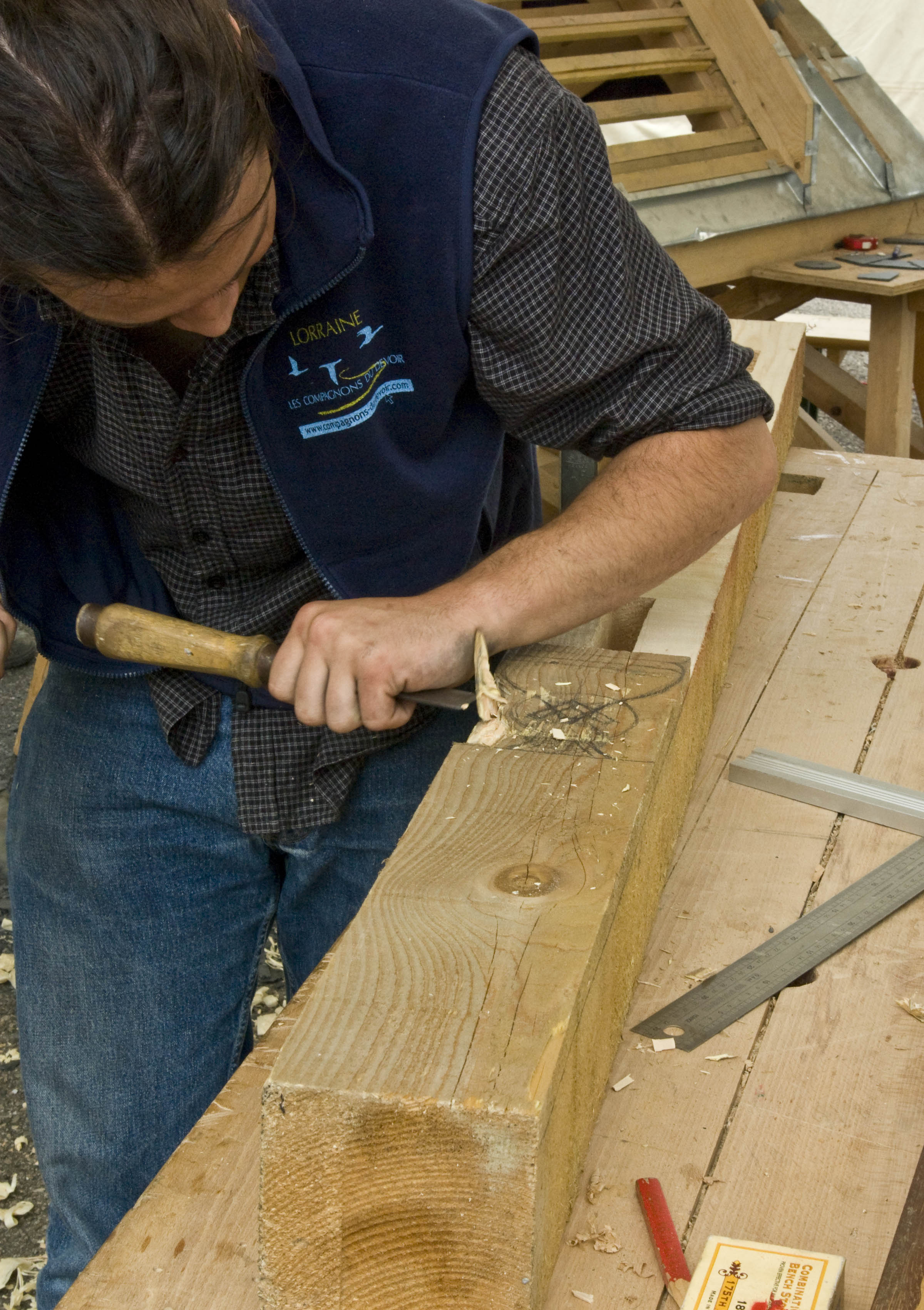
Столяр за роботою

Столя́рство — деревообробне ремесло столяра, що полягає у виробленні хатнього начиння.

## Основні поняття

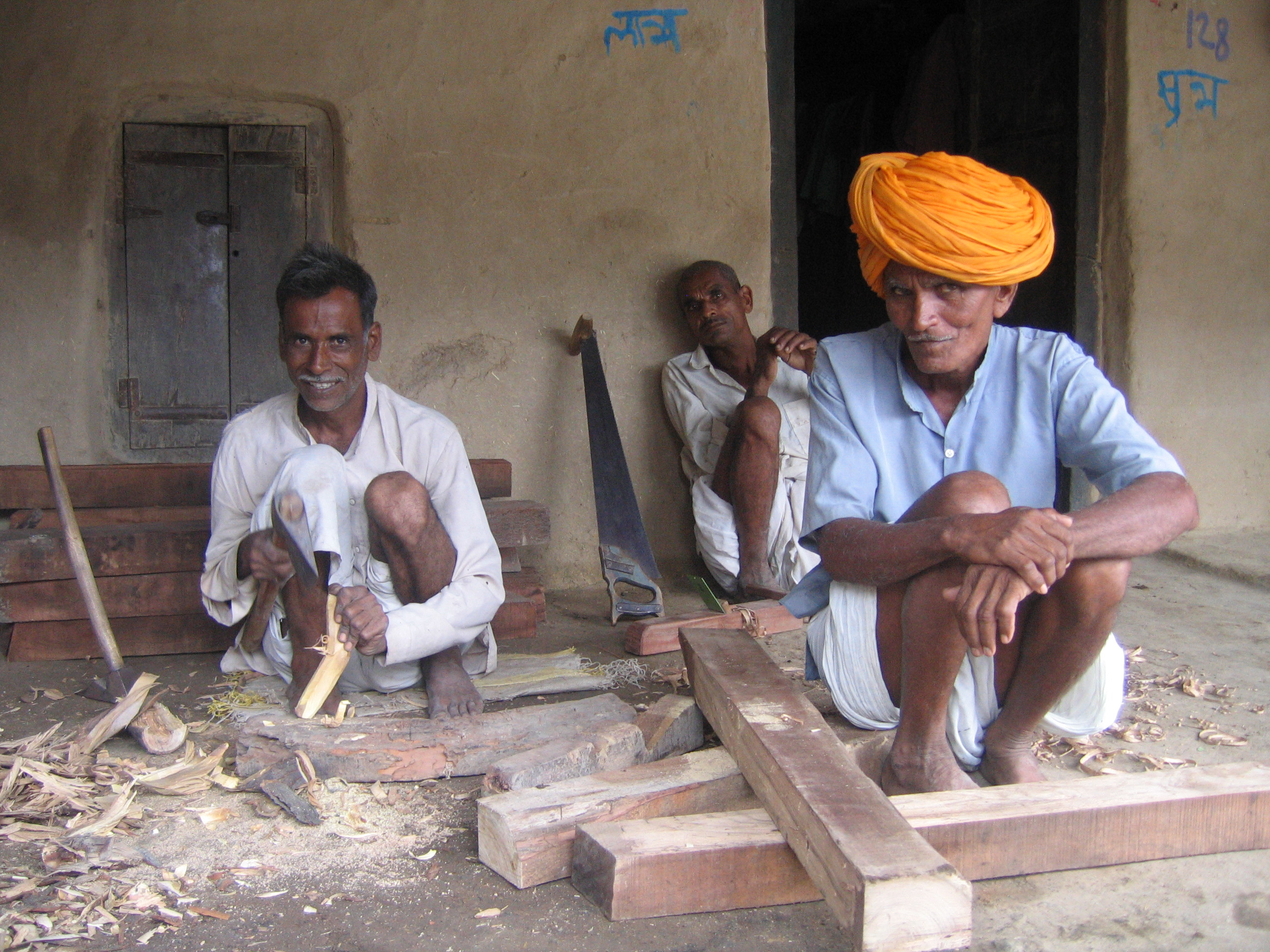
Столяри із індійського села

Це найпоширеніша галузь виробництва з виготовлення хатнього начиння — лав, ослонів, скринь, столів, табуреток та стільців, мисників, ліжок, крім цього віконних рам, рамок для вуликів, дерев'яних частин борін та плугів. Одна із найважливіших умов столярства, що відзначена ще у цехових статутах, — виготовлення виробів без жодного цвяха за допомогою столярних з'єднань на клею.
Як асортимент виробів столярів, так і їх інструмент, яким вони користувались був досить різноманітним. Від найдавніших знарядь, таких як: сокира, тесло, стамеска, молоток, свердло, скобель тощо, до більш пізніх — столярний верстат, рубанок, фуганок. Округлі вироби (колони для церков і ґанків, деталі прядок, веретен, дитячі іграшки) столяри виточували на найпростішому токарному верстаті — коловоротці. Для вимірювання використовували розміряч, косинець, отримач. Із появою на виробах залізних деталей з'явились різного діаметра гайкові ключі.

## Столярство в Україні
Мистецтво багатьох українських столярів досягло справжньої віртуозності. Велика увага приділялася оздобленню виробів дерев'яними розетками, хрестами, квітами та іншими візерунками. Особливо ретельно ставилися столяри до орнаментування скринь, що призначалися для зберігання посагу та стояли в хаті на чільному місці.